# Wendy Crewson

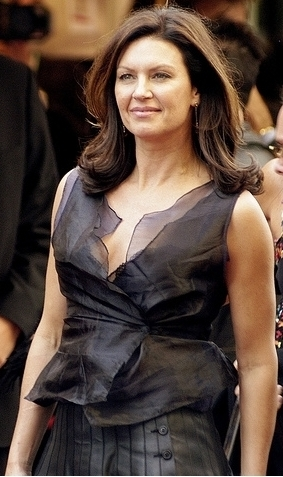
Crewson bei den Filmfestspielen in Toronto 2006

Wendy Jane Crewson (* 9. Mai 1956 in Hamilton, Ontario) ist eine kanadische Schauspielerin.

## Leben und Leistungen
Crewson wuchs in Winnipeg auf. Sie absolvierte im Jahr 1977 Dramatik an der Queen’s University, wo sie für die Arbeit am örtlichen Theater den Lorne Greene Award gewann. Später studierte sie an der Londoner Webber Douglas Academy of Dramatic Art.
Sie spielte seit dem Jahr 1980 einige Rollen in den Fernsehfilmen und Fernsehserien. Für ihre Rolle im Fernsehfilm Heirat in Buffalo (1990) wurde sie im Jahr 1992 für den Gemini Award nominiert, eine weitere Nominierung für diesen Preis erfolgte 1994 für ihre Rolle im Film Ich komme niemals in den Himmel (1992). Für ihren Auftritt in der Serie Ein Mountie in Chicago im Jahr 1997 gewann sie 1998 den Gemini Award.
Im Actionfilm Air Force One (1997) spielte sie die Rolle von Grace Marshall, der Ehefrau des US-Präsidenten James Marshall, den Harrison Ford spielte. Im Film At the End of the Day: The Sue Rodriguez Story (1998) spielte sie die Hauptrolle, für die sie 1999 den Gemini Award gewann. Für ihre Hauptrolle im Fernsehthriller A Killing Spring (2002) erfolgte eine weitere Nominierung für den Gemini Award. Diesen Preis gewann sie 2003 für ihre Rolle im Fernsehfilm The Many Trials of One Jane Doe (2002).
Im Jahr 2003 trat sie in einigen Folgen der Fernsehserie 24 auf. Für die Hauptrolle im Fernsehdrama Sex Traffic (2004) wurde sie 2005 für den Gemini Award nominiert.
Crewson war von 1988 bis 2009 mit dem Schauspieler Michael Murphy verheiratet und hat zwei Kinder.

## Filmografie (Auswahl)
- 1980: War Brides (Fernsehfilm)
- 1980: Home Fires (Fernsehserie)
- 1982: Labyrinth der Monster (Mazes and Monsters)
- 1983: Blood Puzzle (Skullduggery)
- 1985: Mark of Cain
- 1985: Nachtstreife (Night Heat, Fernsehserie, 6 Folgen)
- 1990: Heirat in Buffalo (Getting Married in Buffalo Jump, Fernsehfilm)
- 1992: Ich komme niemals in den Himmel (I’ll Never Get to Heaven)
- 1993: Das zweite Gesicht (The Good Son)
- 1994: Santa Clause – Eine schöne Bescherung (The Santa Clause)
- 1994: Corrina, Corrina
- 1995: Ebbies Weihnachtsgeschichte (Ebbie, Fernsehfilm)
- 1997: Air Force One
- 1998: At the End of the Day: The Sue Rodriguez Story (Fernsehfilm)
- 1998: Der achtzehnte Engel (The Eighteenth Angel)
- 1999: Better Than Chocolate
- 1999: Der 200 Jahre Mann (Bicentennial Man)
- 1999: Im Zweifel für die Angeklagten (Question of Privilege)
- 1999: Das Ende des Sommers (Summer’s End, Fernsehfilm)
- 2000: Mercy – Die dunkle Seite der Lust (Mercy)
- 2000: Schatten der Wahrheit (What Lies Beneath)
- 2000: The 6th Day
- 2002: The Many Trials of One Jane Doe (Fernsehfilm)
- 2002: A Killing Spring (Fernsehfilm)
- 2002: Santa Clause 2 – Eine noch schönere Bescherung (The Santa Clause 2)
- 2002: Zwischen Fremden (Between Strangers)
- 2003: An unexpected love (Fernsehfilm)
- 2004: Sex Traffic
- 2004: Anatomie einer Entführung (The Clearing)
- 2005: Jagd nach Gerechtigkeit (Hunt for Justice)
- 2006: Der Pakt (The Covenant)
- 2006: Santa Clause 3 – Eine frostige Bescherung (The Santa Clause 3: The Escape Clause)
- 2006: Antarctica – Gefangen im Eis (Eight Below)
- 2006: Away From Her
- 2006: The Path to 9/11 – Wege des Terrors
- 2007: Wintersonnenwende – Die Jagd nach den sechs Zeichen des Lichts (The Seeker: The Dark Is Rising)
- 2009: Formosa Betrayed
- 2010: A Beginner’s Guide to Endings
- 2010: The Bridge (Fernsehserie, 4 Folgen)
- 2012: Für immer Liebe (The Vow)[3]
- 2012–2017: Saving Hope (Fernsehserie)
- 2013: Revenge (Fernsehserie)
- 2015: Raum (Room)
- 2015: Into the Forest
- 2016: Slasher (Fernsehserie, 3 Folgen)
- 2017, 2019: Workin’ Moms (Fernsehserie, 4 Folgen)
- 2017, 2019: The Son (Fernsehserie, 2 Folgen)
- 2017–2017: Frankie Drake Mysteries (Fernsehserie, 13 Folgen)
- 2018: Die Berufung – Ihr Kampf für Gerechtigkeit (On the Basis of Sex)
- 2018: Death Wish
- 2018: The Detail (Fernsehserie, 10 Folgen)
- 2019: From the Vine
- 2019–2025: When Hope Calls (Fernsehserie, 18 Folgen)
- 2020: October Faction (Fernsehserie, 10 Folgen)
- 2020: The Nest – Alles zu haben ist nie genug (The Nest)
- 2020: The Kid Detective
- 2021: Superman & Lois (Fernsehserie, Folge 1x08)
- 2021: Departure (Fernsehserie, 6 Folgen)
- 2021: Titans (Fernsehserie, 2 Folgen)
- 2021: Under the Christmas Tree (Fernsehfilm)
- 2022: Good Sam (Fernsehserie, 13 Folgen)
- 2023: Pretty Hard Cases (Fernsehserie, 6 Folgen)
- 2023: Backspot
- 2023: Close to You
- 2023: Gray (Fernsehserie, 8 Folgen)
- 2024: Tracker (Fernsehserie, 2 Folgen)
- 2025: Solange wir lügen (We Were Liars, Fernsehserie)